# Делаплейн (Арканзас)
Делаплейн (англ. Delaplaine) — місто (англ. town) в США, в окрузі Грін штату Арканзас. Населення — 64 особи (2020).

## Географія
Делаплейн розташований на висоті 84 метри над рівнем моря за координатами 36°13′50″ пн. ш. 90°43′33″ зх. д. / 36.23056° пн. ш. 90.72583° зх. д. (36.230506, -90.725716). За даними Бюро перепису населення США в 2010 році місто мало площу 2,87 км², уся площа — суходіл.

## Демографія
Згідно з переписом 2010 року, у місті мешкало 116 осіб у 42 домогосподарствах у складі 33 родин. Густота населення становила 40 осіб/км². Було 50 помешкань (17/км²).
Расовий склад населення:
| - 98,3 % — білих |

До двох чи більше рас належало 1,7 %. Іспаномовні складали 1,7 % від усіх жителів.
За віковим діапазоном населення розподілялося таким чином: 28,4 % — особи молодші 18 років, 59,5 % — особи у віці 18—64 років, 12,1 % — особи у віці 65 років та старші. Медіана віку мешканця становила 37,5 року. На 100 осіб жіночої статі у місті припадало 118,9 чоловіків; на 100 жінок у віці від 18 років та старших — 112,8 чоловіків також старших 18 років.
Медіана доходів становила 32 500 доларів для чоловіків та 34 375 доларів для жінок.
Цивільне працевлаштоване населення становило 21 осіб. Основні галузі зайнятості: сільське господарство, лісництво, риболовля — 28,6 %, освіта, охорона здоров'я та соціальна допомога — 23,8 %, транспорт — 9,5 %, роздрібна торгівля — 9,5 %.
За даними перепису населення 2000 року в Делаплейні мешкало 127 осіб, 36 сімей, налічувалося 49 домашніх господарств і 56 житлових будинків. Середня густота населення становила близько 43,8 осіб на один квадратний кілометр. Расовий склад Делаплейна за даними перепису розподілився таким чином: 89,76 % білих, 10,24 % — представників змішаних рас.
З 49 домашніх господарств в 28,6 % — виховували дітей віком до 18 років, 49,0 % представляли собою подружні пари, які спільно проживали, в 14,3 % сімей жінки проживали без чоловіків, 26,5 % не мали сімей. 24,5 % від загального числа сімей на момент перепису жили самостійно, при цьому 8,2 % склали самотні літні люди у віці 65 років та старше. середній розмір домашнього господарства склав 2,59 особи, а середній розмір родини — 3,03 особи.
Населення містечка за віковим діапазоном за даними перепису 2000 року розподілилося таким чином: 20,5 % — жителі молодше 18 років, 13,4 % — між 18 і 24 роками, 26,0 % — від 25 до 44 років, 28,3 % — від 45 до 64 років і 11,8 % — у віці 65 років та старше. Середній вік мешканця склав 36 років. На кожні 100 жінок в Делаплейні припадало 111,7 чоловіків, у віці від 18 років та старше — 102,0 чоловіків також старше 18 років.
Середній дохід на одне домашнє господарство в містечкі склав 31 000 доларів США, а середній дохід на одну сім'ю — 27 500 доларів. При цьому чоловіки мали середній дохід в 27 083 долара США на рік проти 15 625 доларів середньорічного доходу у жінок. Дохід на душу населення в містечкі склав 13 076 доларів на рік. Всі родини Делаплейна мали дохід, що перевищує рівень бідності, 0,8 % від усієї чисельності населення перебувало на момент перепису населення за межею бідності.